# Besuki (Udanawu)
Besuki is een bestuurslaag in het regentschap Blitar van de provincie Oost-Java, Indonesië. Besuki telt 2187 inwoners (volkstelling 2010).